# Torre Nova de la Coromina
La Torre Nova de la Coromina, o Torre Pericas, és una casa projectada per Josep Maria Pericas el 1920 amb estil noucentista i on també s'aprecien influències neoromàniques. Es troba al terme municipal de Torelló.
Va ser concebuda com a casa d'estiueig per a l'arquitecte i la seva dona. Està situada entre el Puig de les Tres Creus i la Coromina, casa pairal de l'arquitecte Pericas. Les línies estilístiques van a cavall d'una barreja d'estils tot marcant un cert eclecticisme, puix que és una arquitectura que discorre entre el neoromànic i el noucentisme, i entre aquest i el modernisme.
Compta amb una torre de pedra, que havia servit de colomar, i tres plantes (incloent l'habitatge tradicional dels masovers, a l'entrada). La planta principal inclou una capella i terrassa amb vistes al jardí principal, que barreja elements noucentistes i modernistes, com la font-bassa dels lleons.

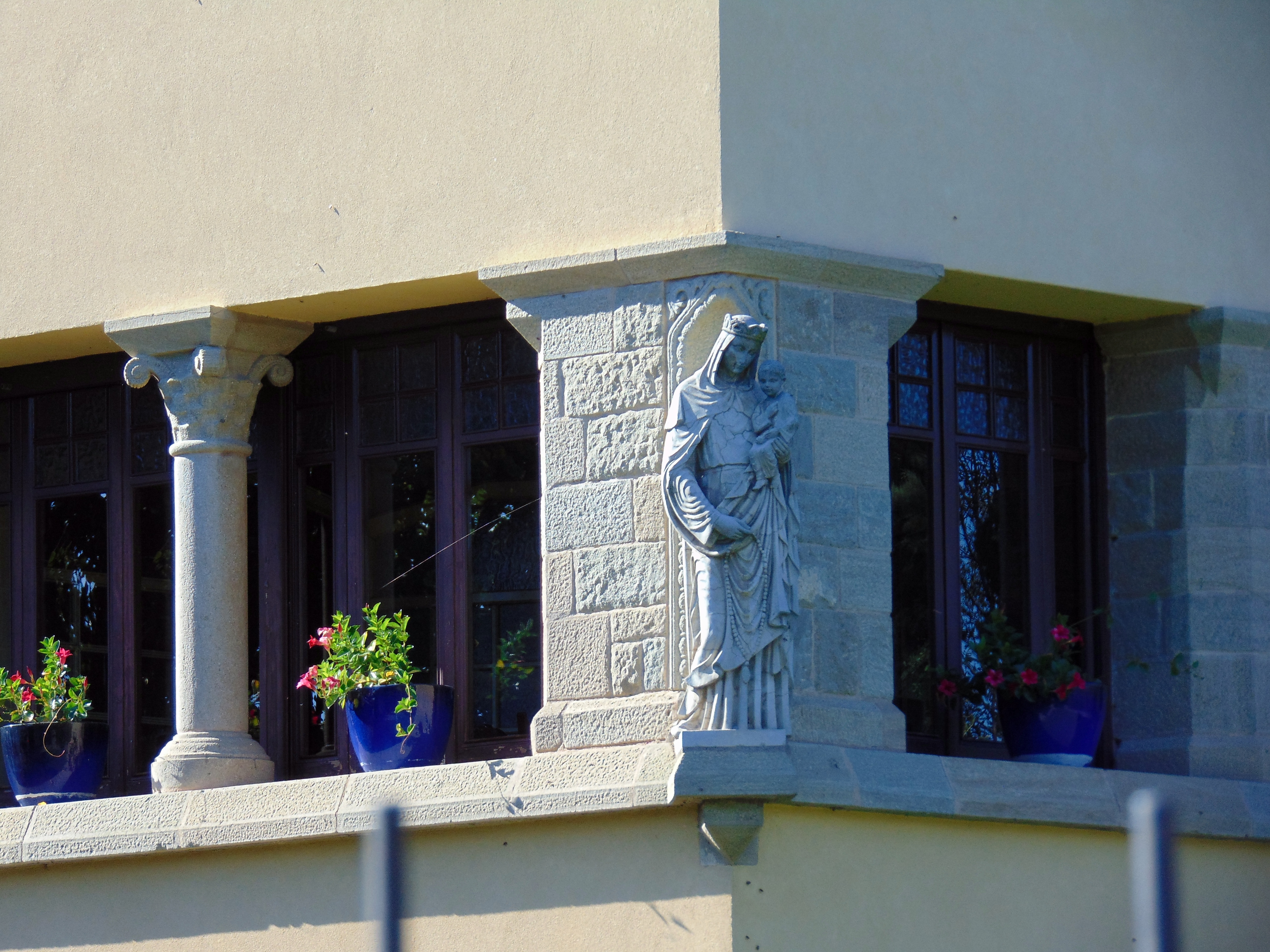
Mare de Déu del Roser

La casa residencial és de planta rectangular amb una torre de secció quadrada adossada a la part esquerra. Aquesta està constituïda per quatre pisos, tots ells amb finestres, amb coberta a quatre vessants. El portal de la casa fa espona a la torre i és adovellat formant un arc rebaixat. Al primer pis s'hi distribueixen finestres rectangulars, mentre el segon les obertures són més petites i les llindes són decorades amb esgrafiats d'un color rogenc. A tramuntana s'adossa una galeria coberta a un vessant amb badius a la part alta. A l'angle sud-est hi ha la Verge del Roser. És construïda amb pedra d'aparell regular i amb alguns sectors decorats amb esgrafiats. L'edificació està envoltada de jardins i tancada per un mur de pedra construït amb còdols de riu.
La casa va ser construïda entre 1920 i 1923. Durant la Guerra civil espanyola va ser ocupada i van desaparèixer alguns mobles originals de l'arquitecte, però no va patir danys estructurals greus.